# Квантовый генератор
Ква́нтовый генера́тор — общее название источников когерентного ЭМ-излучения, работающих на основе вынужденного излучения атомов и молекул. В зависимости от того, какую длину волны излучает квантовый генератор, он может называться по-разному:
- мазер (микроволновой диапазон);
- лазер (оптический диапазон);
- разер (рентгеновский диапазон);
- газер (гамма-диапазон).

## История создания
Квантовый генератор основан на принципе вынужденного излучения, предложенного А. Эйнштейном: когда квантовая система возбуждена и одновременно присутствует излучение соответствующей квантовому переходу частоты, вероятность скачка системы на более низкий энергетический уровень повышается пропорционально плотности уже присутствующих фотонов излучения. На возможность создания квантового генератора на этой основе указал советский физик В. А. Фабрикант в конце 40-х годов.
Первый мазер на молекулах аммиака был сделан в 1954 году одновременно и независимо в Физическом институте Академии наук СССР Н. Г. Басовым и А. М. Прохоровым и в Колумбийском университете Ч. Таунсом с сотрудниками. В 1964 году за эту работу им была присуждена Нобелевская премия по физике.